# Eusattodera thoracicus
Eusattodera thoracicus is een keversoort uit de familie bladkevers (Chrysomelidae). De wetenschappelijke naam van de soort werd in 1806 gepubliceerd door Frederick Ernst Melsheimer.